# Первушин, Владимир Петрович
Владимир Петрович Первушин (род. 19 марта 1935 г., г. Файзабад Таджикской ССР) — советский инженер, специалист в области контрольно-измерительной аппаратуры
Выпускник МАИ (1958).
В 1958-1969 гг. работал в различных инженерных должностях на предприятиях атомной отрасли.
В 1969—1976 гг. — референт по вопросам микроэлектроники Минсредмаша.
В 1976—1981 гг. заместитель главного конструктора ВНИИА.
Государственная премия СССР 1983 г. — за разработку и внедрение в производство и эксплуатацию автоматизированной системы контроля ядерных боеприпасов.
Награды: орден Трудового Красного Знамени (1976), медаль «За доблестный труд. В ознаменование 100-летия со дня рождения В. И. Ленина».